# Lago Island (Nevada)
El lago Island  es un lago glaciar situado en las montañas Ruby, en el condado de Elko, en el noreste de Nevada, Estados Unidos. Se encuentra a una altitud de 2950 metros sobre el nivel del mar. Tiene una superficie de 3 hectáreas y una profundidad máxima de 6,7 metros. Se encuentra dentro del Bosque nacional Humboldt-Toiyabe. 
El lago es un valle glaciar al final de un sendero de  2 millas (3,2 km; 3,2 km) que comienza en un aparcamiento al final del camino del cañón Lamoille. Es un sitio popular para excursiones de un día, pesca, y acampar.
El lago Island es una fuente menor de agua para Lamoille Creek, que después de salir de las montañas pasa a través de la ciudad de Lamoille, serpentea por el valle de Lamoille, y luego se fusiona con la rama principal del río Humboldt.